# Lentinus retinervis
Lentinus retinervis är en svampart som beskrevs av Pegler 1983. Lentinus retinervis ingår i släktet Lentinus och familjen Polyporaceae.   Inga underarter finns listade i Catalogue of Life.